# Калинівка (Замостський повіт)
Калинівка (пол. Kalinówka, Калінувка) — колишнє українське село у Польщі, у гміні Скербешів Замостського повіту Люблінського воєводства. Населення — 162 особи (2011). Давня назва — Монастирок (Манастирок).

## Розташування
Знаходиться на Закерзонні (на історичній Холмщині).

## Історія
У 1434 році в селі вперше згадана православна церква Воздвиження Хреста Господнього. У 1488 році згадується православний монастир у присілку Гущка Сербінова.
Останній дерев'яний храм у 1870 році ремонтувала місцева греко-католицька громада, його подальша доля невідома — можливо його зруйнувала московська церква. Після заборони царем у 1875 році Холмської єпархії частина парафіян місцевої греко-католицької парафії відмовились від переходу до московської церкви і златинізувались. Наступні хвилі примусової латинізації відбулись у 1905, 1919 і 1944 роках. В 1880 році зі 169 жителів села 115 визнавали себе православними. У 1880—1883 роках була змурована нова церква. Близько 1885 року в селі налічувалося 34 двори (з них 29 селянських) і 169 мешканців, діяв водяний млин і православна філіальна дерев'яна церква, що належала до парафії в Сульмичах.
У 1919 році польська влада забрала православну церкву під римо-католицький костел, у якому у 1919—1922 роках було добудовано вежу. Додатковим фактором латинізації був місцевий фільварок і ультиматум його власника, через який усі наймити у 1921 році записались римокатоликами. За переписом 1921 році в селі всіх жителів записано поляками незалежно від віровизнання.
Під час Другої світової війни церкву було повернуто українцям, але після війни польська влада знову її відібрала. Тепер село населяють нащадки златинізованих і спольщених українців.
У 1975-1998 роках село належало до Замойського воєводства.

## Населення
Демографічна структура станом на 31 березня 2011 року:
|          | Загалом | Допрацездатний вік | Працездатний вік | Постпрацездатний вік |
| -------- | ------- | ------------------ | ---------------- | -------------------- |
| Чоловіки | 90      | 15                 | 63               | 12                   |
| Жінки    | 72      | 7                  | 39               | 26                   |
| Разом    | 162     | 22                 | 102              | 38                   |